# Забрудненість
Забрудненість (рос. загрязненность; англ. contamination; нім. Verschmutzung f) — наявність забруднювачів чи небажаних утворень у складі рідкого чи газового робочого середовищ, ґрунту, виробу тощо.
З. землі, гідросфери, повітря регламентується шляхом встановлення ГДК — гранично допустимих концентрацій.
У останні десятиріччя проблемою стала забрудненість ближнього космосу т.зв. космічним брудом — фрагментами космічних апаратів, сміттям, викинутим з космічних станцій тощо.

## Дотичні терміни
ЗАБРУДНЮВАННЯ, (рос. загрязнение ; англ. contamitation, fouling; нім. Verschmutzung f — внесення небажаних твердих, рідких або газових речовин у робоче середовище або їх утворення в ньому. У наш час протікає головним чином шляхом техногенного забруднювання. У попередні епохи найбільший забруднюючий ефект давали вулкани та космічні катастрофи — зіткнення Землі з метеоритами, кометами.
ЗАБРУДНЮВАЧ, (рос. загрязнитель ; англ. contaminant; нім. Verschmutzer m) — небажана тверда, рідка або газова речовина, наявна в рідкому або газовому робочому середовищі.